# ブルック・ブローダック
ブルック・アリソン・ブローダック（Brooke Allison Brodack、1986年4月7日 - ）はBrookersの名前で知られるアメリカ合衆国のビデオ作家。YouTube上で見出されて主流メディアから契約の申し出を受けた最初のパフォーマーであると見なされている。2006年、ザ・ニューヨーカーは彼女を「最初のリアルYouTubeスター」と呼んだ。
彼女がYouTubeにショート・コメディのヴィデオ投稿を始めたのは2005年の秋からだった。2006年6月には、元MTVのVJでNBCの深夜番組のホストを務めるカーソン・デイリーから、18か月間の育成契約を求められた。彼女は2006年7月29日付のウォール・ストリート・ジャーナル紙に掲載された「ニュー・メディア・パワー・リスト」上で、「クロスオーヴァー・スター」と呼ばれている。
2006年8月から2007年4月まで彼女は、NBCが提供、デイリーが主催する新しいヴィデオ投稿サイト、「イッツ・ユア・ショウ」It's Your Showで看板役を担い、ここで定期的に自身のヴィデオを披露していた。2007年5月よりブローダックは彼女自身のウェブ・チャンネル、「ブルックブローダック・TV」brookebrodack.tvを始めたが、これはデイリーも創立を援助した新しいソーシャル・ネット・サーヴィス・サイト、「ミー・TV」me.tvから申し込まれたことによる。
ブローダックはヴィデオを自ら演出し、編集し、また出演もする。ほとんどの作品が、彼女の住まうマサチューセッツ州ホールデンの自宅とその近辺を舞台に作られてきた。ニューヨーカー誌が彼女のヴィデオを総称して「反抗的無鉄砲」と呼んだこともある。集計してみると、彼女はYouTubeで3200万以上もの閲覧数を一人で稼ぎ出したのだった。最も人気の高いヴィデオ、"CRAZED NUMA FAN!!!!"（インターネットで一躍話題になった初期の動画、ゲイリー・ブロウズマGary Brolsmaによる"Numa Numa"〔O-Zoneの曲『恋のマイアヒ』のパロディ〕の、さらにリップシンクによるパロディ）は600万回以上も閲覧された。別のヴィデオ、"Chips"はポテトチップスを食べるか否かについてのサスペンスドラマだが、エンターテイメント・ウィークリー誌から「輝かしい出来」と評され、「YouTubeの歴史に生じた偉大な瞬間」と題されたリストの中に書き入れられた。
ブローダックは2006年12月6日の「ザ・タイラ・バンクス・ショウ」での学生ヴィデオ・コンテストに審査員として出演した。また、2007年2月には、ベアネイキッド・レディースのミュージック・ヴィデオ、"The Sound of Your Voice"に登場した。
ブローダックは時おり「ヴィデオ・ブロガー」と呼ばれるが、実際の彼女はヴィデオブログの流行について批判したりパロディの題材にしている。例として"V-Clog"シリーズや作品"Run of the Mill"がある。

## 個人的な話題
- ブローダックの妹、メリッサ（愛称ミッシーMissy）・ブローダックは"CRAZED NUMA FAN!!!!"を含む彼女の多くのヴィデオに一緒に登場している。
- 彼女はワチューセッツ・リージョナル・ハイスクールを卒業、ウースター・ステイト・カレッジ、クインシガモンド・コミュニティ・カレッジ、またマウント・ワチューセッツ・コミュニティ・カレッジに通ってきた。
- レストラン・チェーン「99」の店舗で接客係や受付として働いたことがある。
- 9歳の頃からヴィデオを作り続けてきた。
- 2003年から2005年まで、マサチューセッツ州スターリングで「NEADプログラム」（難聴や障害を持つ人へ訓練された犬を供給する活動）のボランティアをしていた。